# Alfabeto cario

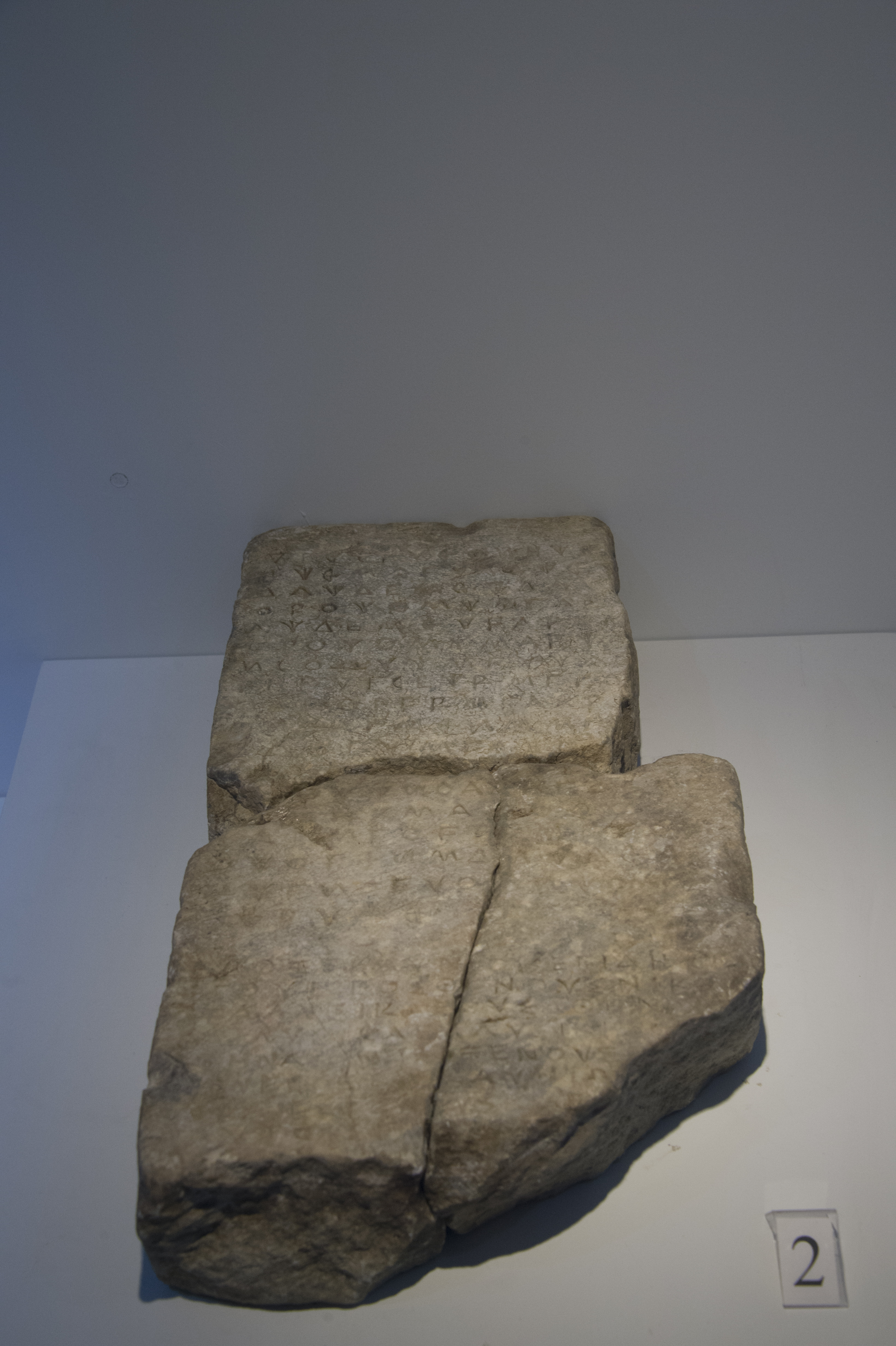
Iscrizione in cario da Cauno

L'alfabeto cario veniva usato per scrivere la lingua caria. Questo sistema di scrittura consisteva di quasi 45 segni e si pensa quasi certamente che sia un alfabeto. Le iscrizioni carie sono state ritrovate sia nella Caria propriamente detta (Turchia sud-occidentale) sia nel delta del Nilo, dove i mercenari cari combattevano per il faraone egiziano.
Molti segni dell'alfabeto cario assomigliano ai caratteri greci, ma recentemente si è scoperto che di solito il loro valore fonetico è molto differente:
- La Γ e Λ carie hanno un valore fonetico di 'b' (invece di 'g' e 'l' greco, rispettivamente)
- La Δ caria ha un valore fonetico di 'l' (invece di 'd' greco)
- La E caria ha un valore fonetico di 'ù' (invece di 'e' greco)
- La F caria ha un valore fonetico di 'r' (invece di 'w' greco)
- La I caria ha un valore fonetico di 'λ' (una liquida come l o r) (invece di 'i' greco)
- La N caria ha un valore fonetico di 'm' (invece di 'n' greco)
- La C caria ha un valore fonetico di 'd' (invece di 's' greco)
- La Φ caria ha un valore fonetico di 'ñ' (una nasale) (invece di 'ph' greco)
- La Ψ caria ha un valore fonetico di 'n' (una nasale) (invece di 'ps' greco)

Finora per circa 27 dei 45 segni è stato proposto un valore fonetico che è considerato reale o accettabile.

## Origine
Le scritture cariche, che hanno un'origine comune, hanno lasciato a lungo perplessi gli studiosi. La maggior parte delle lettere assomiglia alle lettere dell'alfabeto greco, ma i loro valori sonori non sono generalmente correlati ai valori delle lettere greche. Questo è insolito tra gli alfabeti dell'Asia Minore, che in genere si avvicinano abbastanza bene all'alfabeto greco, sia nel suono che nella forma, a parte i suoni che non hanno un equivalente in greco. Tuttavia, i valori sonori cari non sono completamente scollegati: 𐊠 /a/ (greco Α), 𐊫 /o/ (greco Ο), 𐊰 /s/ (greco Ϻ san) e 𐊲 /u/ (greco Υ) sono vicini al greco come nessun altro alfabeto anatolico e 𐊷, che assomiglia al greco Β, ha il suono simile /p/, che condivide con il lidio di derivazione greca.
Adiego suggerisce quindi che la scrittura caria originaria sia stata adottata dal greco corsivo e che sia stata successivamente ristrutturata, forse per l'iscrizione monumentale, imitando la forma delle lettere greche stampate più simili graficamente, senza considerare i loro valori fonetici. Così una /t/, che nella sua forma corsiva poteva avere una parte superiore curva, è stata modellata sulla base della qoppa greca (Ϙ) piuttosto che sulla sua ancestrale tau (Τ) per diventare 𐊭. La /m/ caria, dal greco arcaico 𐌌, sarebbe stata semplificata e quindi più vicina nella forma al greco Ν che a Μ quando fu rimodellata come 𐊪. In effetti, molte delle varianti regionali delle lettere cariche sono parallele a quelle greche: 𐊥 sono varianti grafiche comuni di digamma, 𐊨 ʘ di theta, 𐊬 Λ sia di gamma che di lambda, 𐌓 𐊯 𐌃 di rho, 𐊵 𐊜 di phi, 𐊴 𐊛 di chi, 𐊲 V di upsilon e 𐋏 𐊺 parallelamente 𐌇 eta. Questo potrebbe anche spiegare perché una delle lettere più rare, 𐊱, ha la forma di una delle lettere greche più comuni. Tuttavia, non è attestata alcuna scrittura corsiva proto-cario, quindi queste etimologie sono speculative.
Ulteriori sviluppi si sono verificati all'interno di ciascuna scrittura; a Cauno, ad esempio, sembra che 𐊮 /š/ e 𐊭 /t/ assomigliassero entrambe a una P latina, e quindi fossero distinte con una riga in più in una delle due: 𐌓 /t/, 𐊯 /š/.